# Torre di Velate
La Torre di Velate è una torre di guardia in rovina a Velate, frazione di Varese, risalente all'XI secolo che, inserita nell'antica struttura difensiva del Limes prealpino, era destinata a presidio militare della sottostante via per il lago Maggiore.

## Descrizione
La struttura, in pietra viva, con pianta quadrangolare, raggiunge i 33 metri d'altezza (altre fonti riportano 25 metri), presenta cinque piani fuori terra serviti da un articolato corpo scale posto sul lato orientale. Rimangono solo due lati e uno soltanto è integralmente conservato. Scavi archeologici hanno dimostrato la presenza di un centro abitato nelle vicinanze. Dal 1989 è di proprietà del Fondo per l'Ambiente Italiano.

## Storia
Venne costruita nell'XI secolo come presidio militare e faceva parte di una lunga catena di insediamenti difensivi costruiti per controllare le vie di comunicazione tra la Pianura Padana e il nord. Fu gravemente danneggiata alla fine del XII secolo durante la guerra tra i Visconti di Milano e i Torriani di Como.